# Rhaphiptera gahani
Rhaphiptera gahani är en skalbaggsart som beskrevs av Pierre Émile Gounelle 1908. Rhaphiptera gahani ingår i släktet Rhaphiptera och familjen långhorningar. Inga underarter finns listade i Catalogue of Life.